# Noah Shamoun
Noah Leon Shamoun (8 december 2002) is een Zweeds voetballer. De aanvallende middenvelder speelt voor Randers FC.

## Carrière
Shamoun begon op vierjarige leeftijd met voetballen bij Jönköpings BK. Via IFK Öxnehaga belandde hij op elfjarige leeftijd bij Husqvarna FF. Bij die club zat hij als vijftienjarige op de bank bij het eerste elftal, maar tot een debuut kwam het nooit.

### Assyriska IK
In december 2018 tekende Shamoun een contract bij Assyriska IK, destijds een nieuwkomer in de Division 1. De middenvelder stond destijds ook in de belangstelling van IFK Göteborg en het Duitse Greuther Fürth. Shamoun begon als bankzitter bij Assyriska, maar aan het eind van zijn eerste seizoen groeide hij uit tot een basisspeler. Als 16-jarige kwam hij tot 19 wedstrijden in de Division 1 en trok hij de interesse van grootmachten als AC Milan en Parma. Ondanks verschillende aanbiedingen bleef hij Assyriska echter trouw. In zijn tweede seizoen bij de club werd Shamoun uitgeroepen tot ‘Talent van het Jaar’ in de Division 1 Södra.

### Kalmar FF
Na twee seizoenen bij Assyriska IK tekende Shamoun op 22 december 2020 een contract bij Kalmar FF. Tijdens de oefenwedstrijd tegen Malmö FF op 6 februari 2021 maakt de aanvallende middenvelder zijn officieuze debuut. Zijn officiële debuut in de Allsvenskan volgt twee maanden later, tijdens de eerste competitiewedstrijd van het seizoen, als invaller tegen Östersunds FK op 12 april 2021.

### Randers
Na afloop van zijn contract besloot Shamoun te vertrekken bij Kalmar FF. Hij zette zijn carrière voort in Denemarken, bij Randers FC. Hij tekende hier een contract voor 3,5 jaar.

## Persoonlijk
Shamoun is van Syrische komaf. Zijn vader werd geboren in Turkije, maar vluchtte als kind naar Zweden. Shamouns moeder groeide op in Duitsland.